# 菁英公寓
菁英公寓是位於阿拉伯聯合酋長國杜拜的一座摩天大樓，它有380米高，並於2012年完工，菁英公寓是世界上第三高的住宅樓。菁英公寓共有87樓。这座摩天大楼有695套公寓和12部电梯。

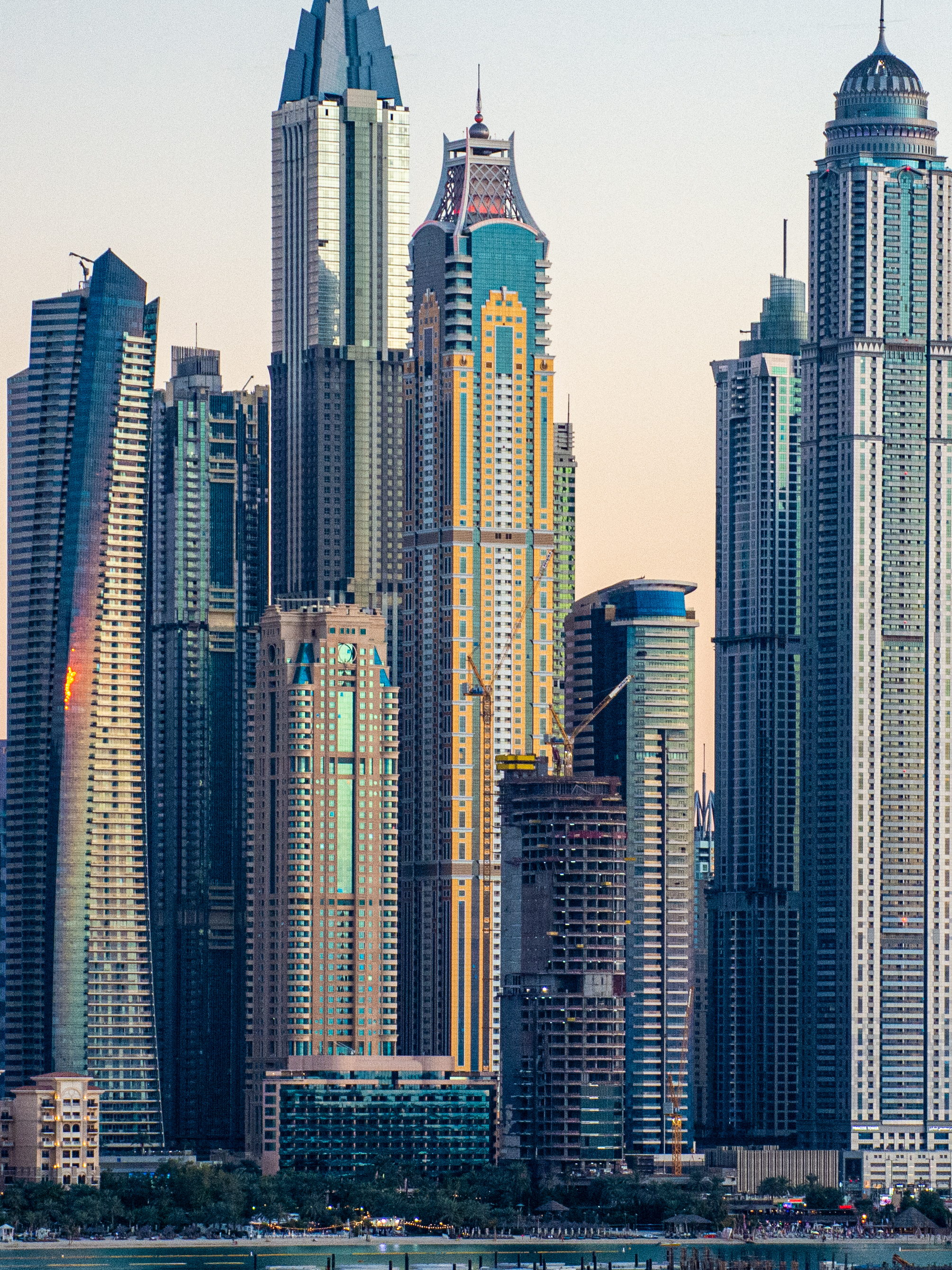
菁英公寓（中央）